# Alfaiates
Alfaiates is een plaats (freguesia) in de Portugese gemeente Sabugal en telt 419 inwoners (2001).